# Q-Park
 (juin 2022).
Si vous disposez d'ouvrages ou d'articles de référence ou si vous connaissez des sites web de qualité traitant du thème abordé ici, merci de compléter l'article en donnant les références utiles à sa vérifiabilité et en les liant à la section « Notes et références ».
Q-Park est une entreprise hollandaise proposant des services de stationnement de véhicules en voirie ou dans des parkings spécialisés. Elle opère en Belgique, au Danemark, en Allemagne, en France, en Irlande, aux Pays-Bas et au Royaume-Uni. Q-Park est le numéro deux sur le marché européen du stationnement. Au total, Q-Park contrôle 640 000 places de stationnement sur plus de 3 300 parkings.
En Belgique, Q-Park est présent dans la plupart des villes, et dans les centre commerciaux.
En France, Q-Park est présent dans 70 villes avec 220 parkings (souterrains, en élévation, en enclos et en voirie) totalisant 105 125 places.

## Histoire
En décembre 2024, Q-Park annonce l'acquisition de SAGS, une entreprise française présente notamment dans le stationnement sur voirie.